# الحاوي (بكيل المير)

تعديل مصدري - تعديل

الحاوي هي إحدى قرى عزلة فاس بمديرية بكيل المير التابعة لمحافظة حجة، بلغ تعداد سكانها 130 نسمة حسب تعداد اليمن لعام 2004.